# Altrhein Hörnel
Der Altrhein Hörnel (auch Hörnel-Altrhein) ist ein Altrheingewässer im Landkreis Germersheim in Rheinland-Pfalz. Er liegt im Gebiet der Stadt Wörth am Rhein.

## Geografie und Lage

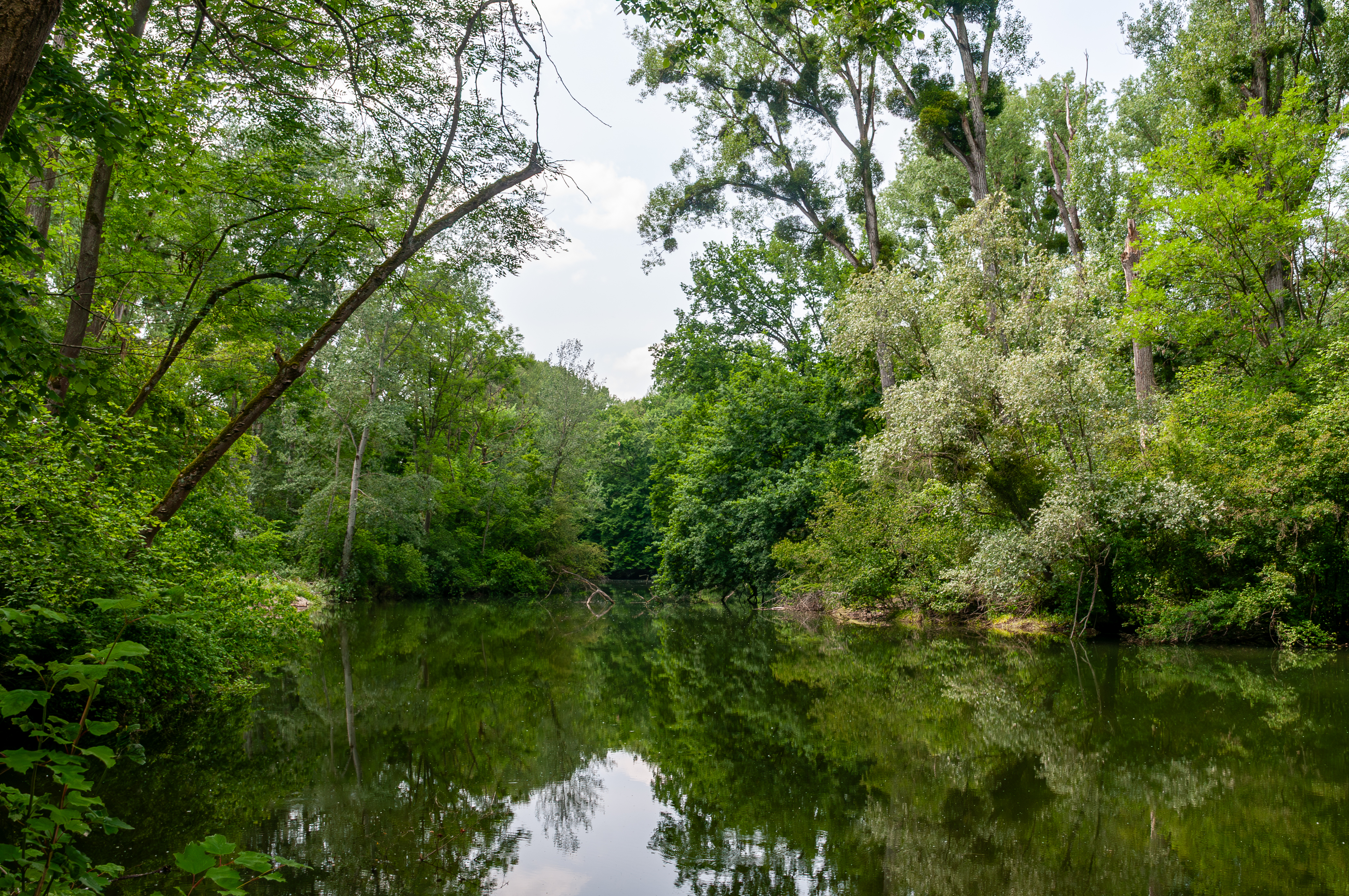
Der Altrhein Hörnel im Nordosten der Gemarkung von Wörth am Rhein

Der Altrhein Hörnel befindet sich entlang der Rheininsel Hörnel und erstreckt sich im nordöstlichen Bereich der Gemarkung von Wörth am Rhein. Das etwa 2 km lange Gewässer beginnt am Rheinkilometer 366 direkt oberhalb der Mündung zum Landeshafen und ist Teil der typischen Altrheinlandschaft des Oberrheins.

### Entstehung und Bedeutung
Wie andere Altrheine entstand der Hörnel-Altrhein durch natürliche Flussverlagerungen des Rheins oder durch wasserbauliche Maßnahmen. Er ist Teil des charakteristischen Altrhein-Systems entlang des Oberrheins zwischen Basel und Mainz.

## Nutzung und naturschutzrechtliche Integration
Der Altrhein ist Teil des Fauna-Flora-Habitat-Gebiets Hördter Rheinaue, des Vogelschutzgebiets Hördter Rheinaue inklusive Kahnbusch und Oberscherpfer Wald und des überregionalen Landschaftsschutzgebiets Pfälzische Rheinauen.

### Angelsport
Der Hörnel-Altrhein wird intensiv für den Angelsport genutzt. Seit 1969 wird er von der Stadt Wörth an den Sportfischerverein Wörth verpachtet. Das Gewässer gilt als beliebtes und idyllisch gelegenes Angelgewässer im Wörther Gemeindewald.

### Wasserbauliche Maßnahmen
Im Rahmen des Rheinauen-Entwicklungskonzepts wurde am Hörnel-Altrhein ein Einlaufbauwerk geplant und errichtet, um auch bei Niedrigwasser einen kontinuierlichen Durchfluss zu gewährleisten. Diese Maßnahme dient der ökologischen Aufwertung des Gewässers.